# 요네다촌 (효고현)
요네다촌(米田村)은 효고현 가토군에 있던 촌이다. 현재의 가토시 중심부의 동방일대에 해당한다.